# 폴 두 노이어
폴 두 노이어(Paul Du Noyer, 1954년 5월 21일 ~ 현재)는 잉글랜드의 음악 평론가이자 작가이다. 본명은 폴 앤서니 두 노이어(Paul Anthony Du Noyer)로 리버풀에서 태어나 런던 정치경제대학교에서 공부를 하였다. 뉴 뮤지컬 익스프레스, Q, 모조 등의 잡지에서 글을 썼다. 두 노이어는 음악 산업, 록 음악가, 런던이나 고향인 리버풀에 관한 책을 집필하기도 하였다. 2002년부터 폐간하는 2012년까지는 워드의 부 편집장을 맡았다.

## 경력
두 노이어는 18살 리버풀에서 런던으로 이사를 한 후 본격적인 작가의 경력을 시작하였다. 1978년부터 1980년까지는 프리랜서 저널리스트로 일을 하였으며, 뉴 뮤지컬 익스프레스(NME)의 보조 편집을 맡다가 1980년 정식으로 NME의 평론가가 되었다. Q에서는 1990년까지 보조 편집자로 활동하였으며, 편집장으로 활동하다가 모조가 발간되면서 모조의 초대 편집장이 되었다. 모조에서 맡은 역할로 두 노이어는 1994년 "올해의 편집장" 상을 수상하였다.
록 저널리스트이자 편집장으로서 두 노이어는 데이비드 보위, 브루스 스프링스틴, 밴 모리슨, 마돈나와 같은 음악가의 인터뷰를 진행하였다. 1997년, 두 노이어는 존 레논의 솔로 시절 노래들에 관한 책인 《We All Shine On》을 집필하였다.

## 저서
- The Story of Rock 'n' Roll (1995)
- We All Shine On: The Stories Behind Every John Lennon Song (1997)
- The Clash: Modern Icons (1998)
- Marc Bolan (Virgin Modern Icons) (1999)
- Liverpool: Wondrous Place (2002)
- In the City: A Celebration of London Music (2010)
- John Lennon: The Stories Behind Every Song 1970–1980 (2010)
- Working Class Hero (2010)
- Deaf School: The Non-Stop Pop Art Punk Rock Party (2013)
- Conversations with McCartney (2015)